# Хоріосклероз

Схематична будова ока людини

Хоріосклероз (лат. choroidal sclerosis, рос. хориосклероз, синонім — Хороїдальний склероз) — стійкі чи тимчасові місцеві чи широкі ураження дрібних очних артерій та вен, які знаходяться в хороїді та є одним з різновидів склерозу, а також викликає підвищення тиску в оточуючих судинах головного мозку, що може призвести до інвалідності (сліпота).

## Причини та клініка
Визначається наявність хоріосклерозу шляхом проведення такої офтальмологічної процедури, як гоніолінза (спеціальна лінза для візуального дослідження внутрішніх структур ока через рогівку, райдужку та склоподібну рідину), яка показує стан й будову зорових кровоносних судин.

Причини виникнення хоріосклерозу поділяються за свою природою на :

- генетичні захворювання (самостійні й родові мутації CHM-генів)

- постравматичні (виник через струс, забій чи здавлення головного мозку)

- вікові й органічні (як наслідок розсіянного склерозу та/чи інсульту, загального ожиріння та/чи цукрового діабету, авітаміноз, переохолодження голови)

Через органічну зміну будови й цілісності стінок кровоносних судин задньої й середньої частини ока, порушується живлення всього чи окремих ділянок й компонентів органу зору поживними речовинами, мікро- та макроелементами й киснем, а також виникає проблема з виведенням продуктів життєдіяльності його клітин.

Як наслідок, — зменшення очного кругозору, виникнення тимчасової чи прогресуючої атрофії фоторецепторів, пігментного епітелію сітківки та судинної оболонки ока, розрихлення склери й відшарування сітківки, часткова чи повна втрата зору (сліпота).

За слабких та середніх форм хворий спостерігає прояви курячої сліпоти (неможливість орієнтування в темряві), різкі чи поступові погіршення-покращення чіткості/фокусування зору (спазми акомодації), «білий шум» та «літаючі мушки», світлові плями перед очима, потемніння в очах при різких рухах головою, біль в очах при перевтомі чи нервових стресах, головний біль, який віддає в очі тощо.

 

## Профілактика та лікування
Головна умова попередження появи й розвитку хоріосклерозу — дотримання принципів здорового способу життя та прищеплювання любові до масового спорту (фізкультури), дотримання гігієни очей та дотримання світлового режиму роботи, відпочинку й читання, правильне здорове харчування, зорова гімнастика, утримання й попередження фізичних ушкоджень та переохолодження голови.

Лікування й профілактика хоріосклерозу поділяються за своєю природою на:

- медикаментозне (противосклерозні, вітаміни, загальнозміцнюючі, судинно-розширюючі). При цьому дані лікарські речовини вводять до організму людини перорально (у вигляді пігулок, капсул, відварів лікарських рослин), ін'єкційно (до вени чи до склоподібної речовини ока), у вигляді спеціальних крапель для очей,

- фізична реабілітація (комплекс фізичних вправ на покращення загального стану й артеріального тиску, роботу й структуру кровоносної системи та зорових м'язів, загальне розслаблення),

- подолання психосоматичного підвищеного внутрішнього черепного тиску за допомогою консультацій психолога з паралельним фармацевтичним та/чи фітотерапевтичним лікуванням,

- в разі настання глаукоми чи повної сліпоти — хірургічне втручання.

 